# Taheva kommun
Taheva kommun var en kommun i södra Estland på gränsen mot Lettland. Den låg i landskapet Valgamaa, 220 km söder om huvudstaden Tallinn. Den uppgick i Valga kommun i samband med kommunreformen 2017.
Följande samhällen låg i Taheva kommun:
- Hargla
- Koikküla
- Laanemetsa
- Taheva

Inlandsklimat råder i trakten. Årsmedeltemperaturen i trakten är 3 °C. Den varmaste månaden är juli, då medeltemperaturen är 17 °C, och den kallaste är februari, med −10 °C.